# 小行星7264
小行星7264（英語：7264 Hirohatanaka）是一颗围绕太阳公转的小行星。1995年3月26日，清水義定、浦田武在那智胜浦町发现了此天体。
这颗小行星的绝对星等为88.39416587249137等。